# Фредрікстад
Фредрікстад (норв. Fredrikstad) — місто на південному сході Норвегії, у фюльке Естфолл, на відстані 90 км на південь від Осло та 39 км від шведського кордону в Свінесунді. Шосте за величиною в країні. Розташоване на східному узбережжі Осло-фіорду, у гирлі річки Гломма. Населення міста 2007 року становило 71 297 мешканців.

## Історія
Навколишні землі відомі наскельними різьбленнями, монументальними каменями та могилами, як датуються пізньою кам'яною добою.
Фредрікстад був заснований у 1567 році данським королем Фредеріком ІІ як місто-замок. До наших часів залишилися залишки цього замку.

## Економіка, транспорт
Відмінна гавань міста, захищена островом Крокерей (Kråkerøy), відкрита протягом цілого року. Деревообробка, рибальство, перевезення та розвантаження морських вантажів — головні промислові галузі міста. Фредрікстад експортує лісозагтовки, хімікалії, граніт та польовий шпат. Фредрікстад відомий своїми майстернями, котрі виготовляють оригінальні норвезькі вироби, зокрема скло, вироби зі срібла та текстиль.

## Уродженці
- Ерік Меллевольд Бротен (* 1987) — норвезький футболіст, воротар.
- Торе Педерсен (* 1969) — норвезький футболіст, що грав на позиції захисника.

## Галерея

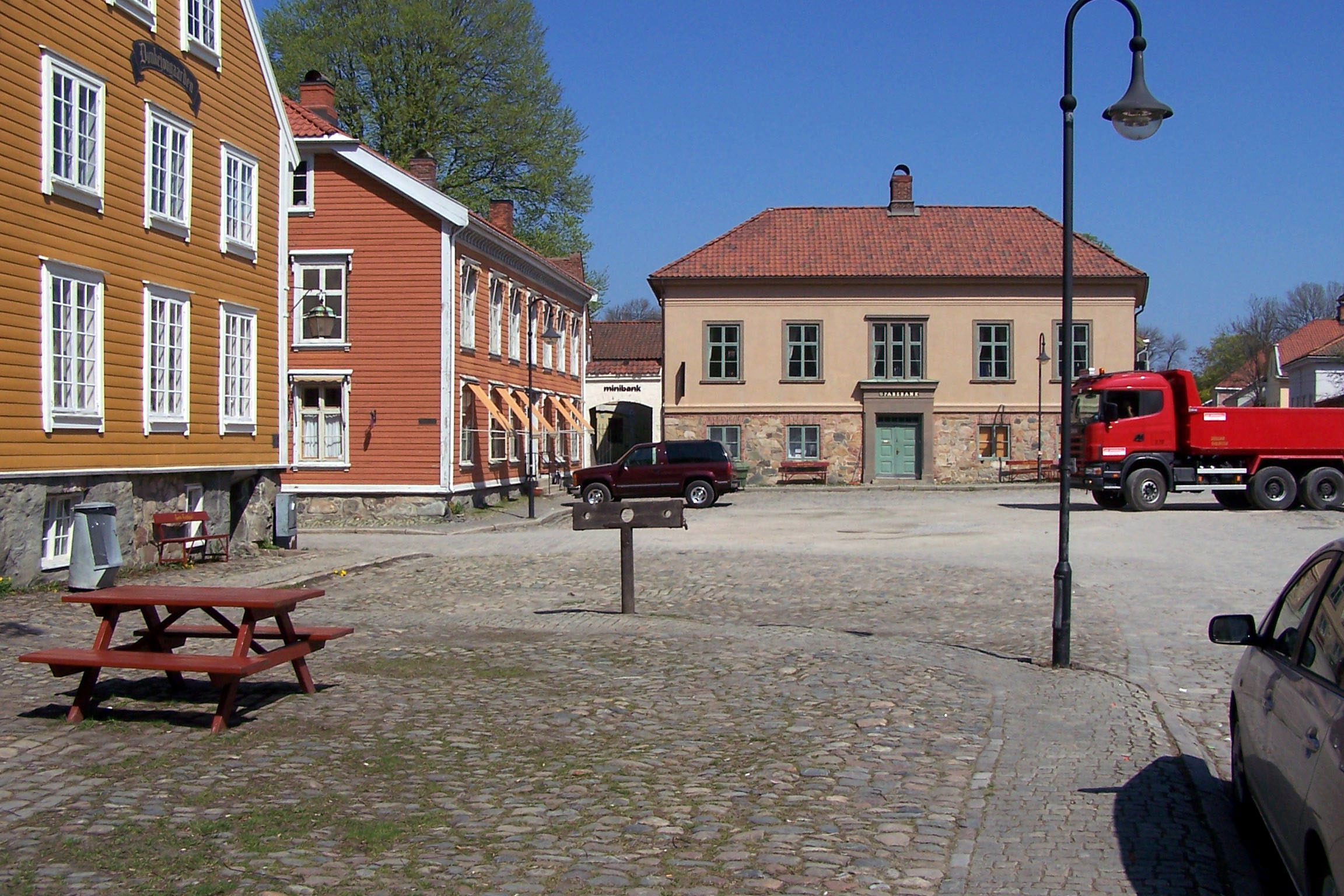
Стара міська площа.
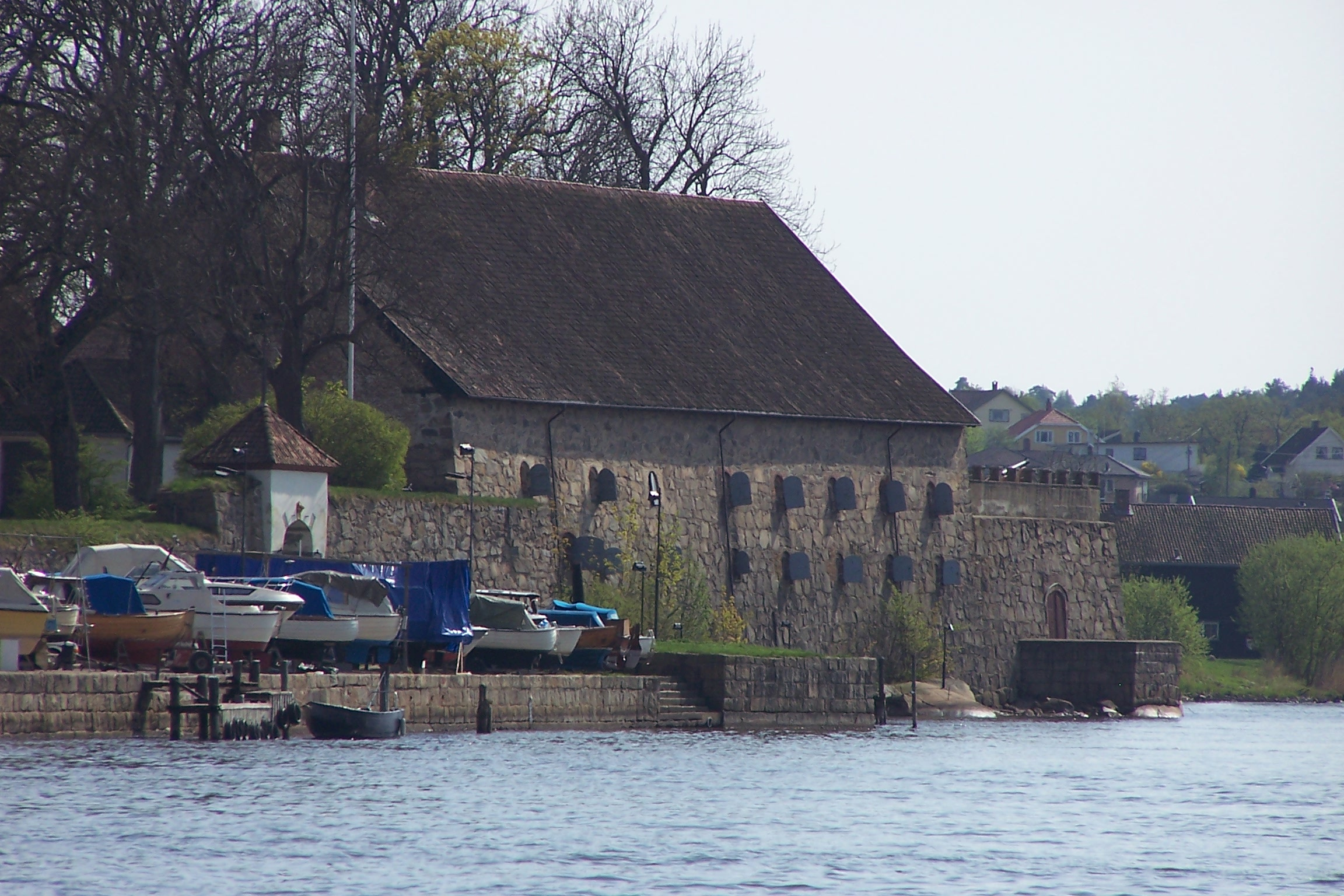
Мурований дім провіантів у старому замку Фредрікстада
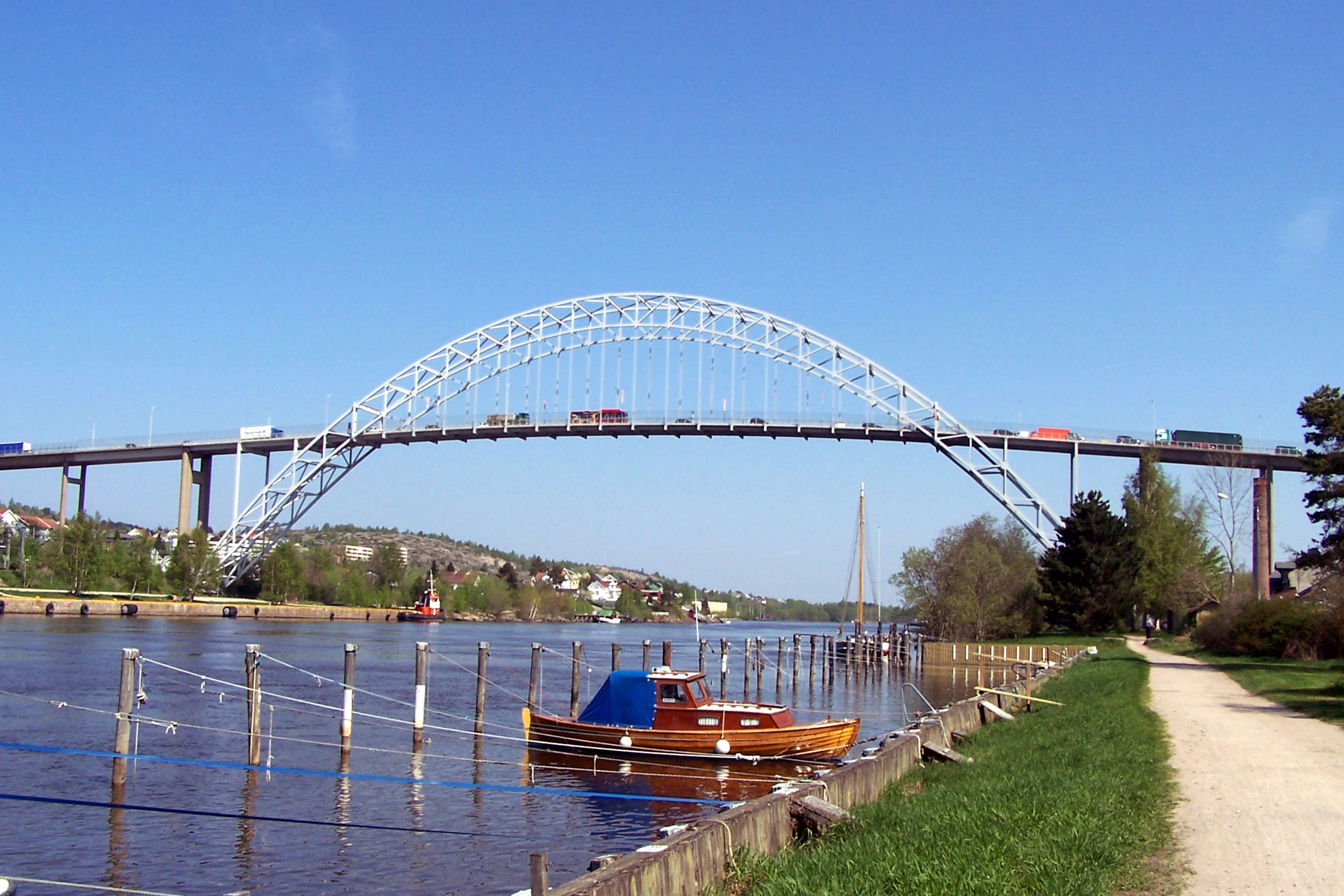
Міст через річку Гломма. Фредрікстад.